# Torre de Valldellou
La torre de Valldellou o torre dels Albano és una torre senyorial a Valldellou (la Llitera), d'estil gòtic i grans dimensions, amb funció residencial.
A tots els costats tenia finestrals geminats, des quals actualment n'hi ha de tapiats o molt malmesos. Té dues entrades. Per accedir a una d'elles primer cal entrar a un pati per una portalada adovellada (que potser havia estat la porta d'un palau situat on ara hi ha el pati) i des d'aquí s'entra a la torre per una porta apuntada. L'altra entrada, més petita, devia ser la porta de servei.

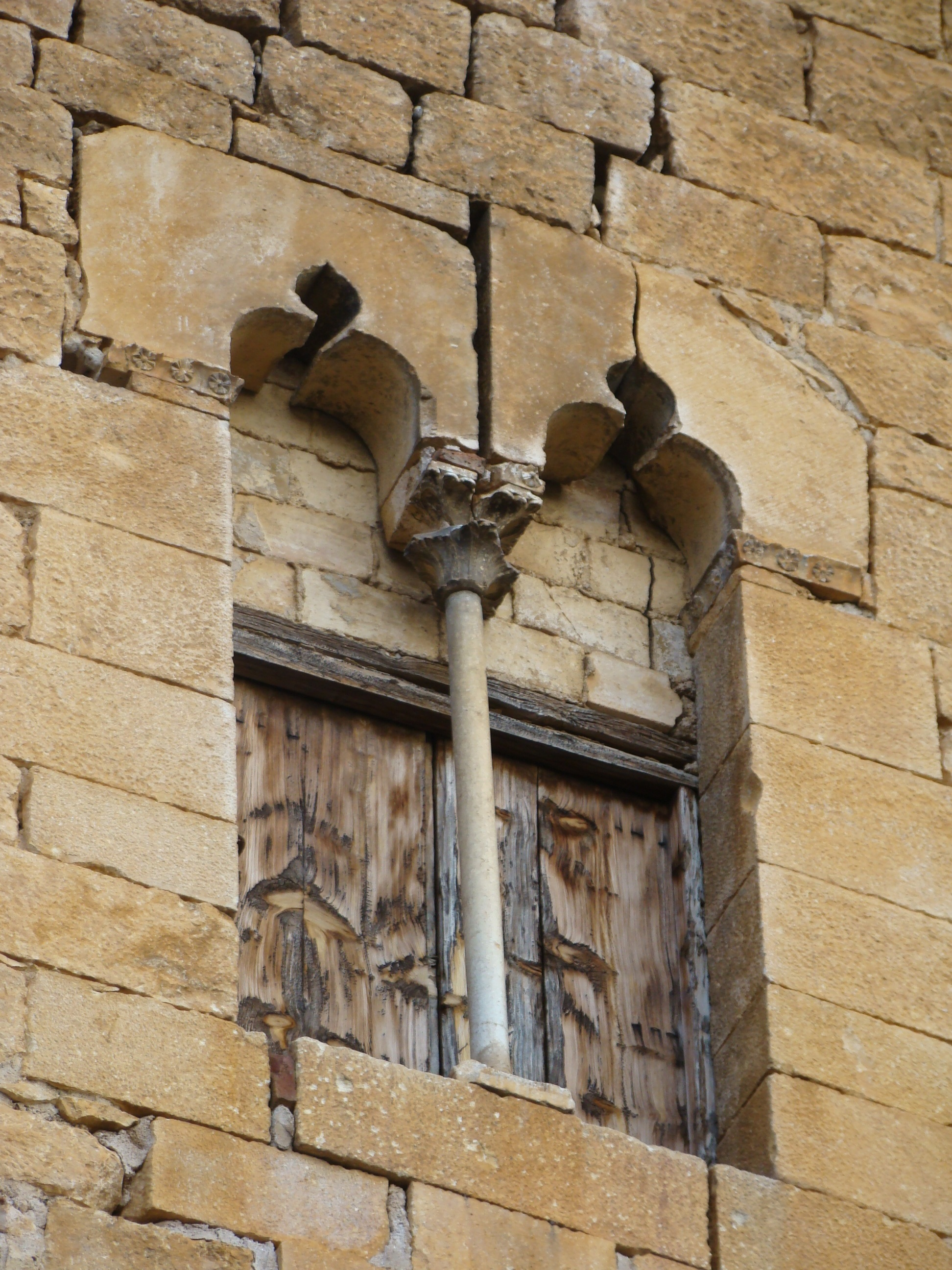
Finestra geminada
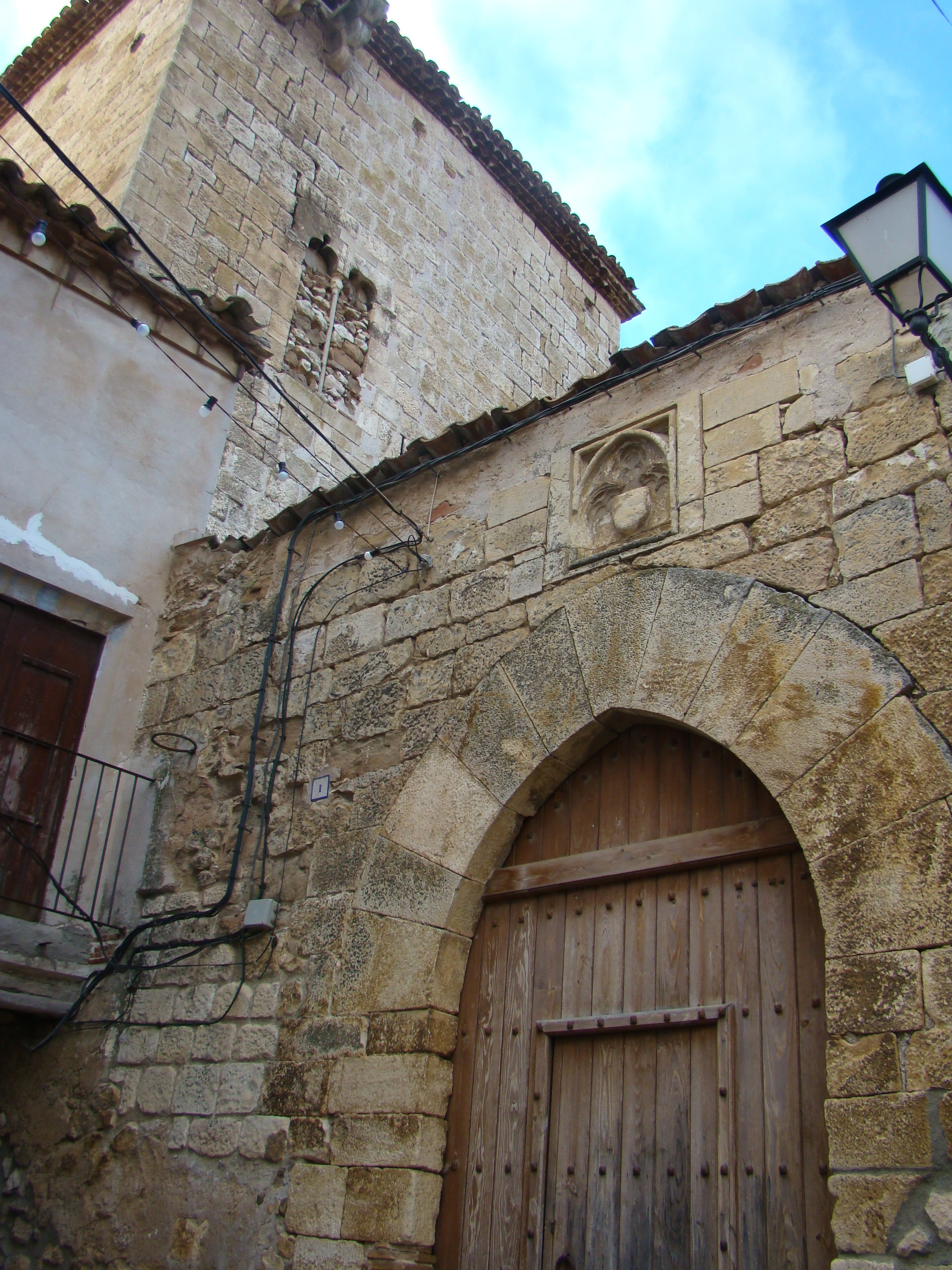
Portal dovellat del pati